# Anaïs Demoustierová
Anaïs Aude Marie Michèle Demoustier Delcourt (* 29. září 1987 Lille) je francouzská herečka, která účinkovala ve více než padesáti filmech.
Jako herečka debutovala v roce 1999, první větší roli dostala ve filmu Michaela Hanekeho Čas vlků (2002). Vystudovala herectví na Univerzitě Paříž III. Výraznou roli pokojské Audrey ztvárnila v poetickém filmu Pascale Ferranové Ptáci a lidé (2014). Jako divadelní herečka účinkuje v pařížském Théâtre du Rond-Point.
Na Filmovém festivalu v Cabourgu získala v roce 2009 cenu za nejlepší debut a v roce 2015 cenu pro nejlepší herečku. Na Mezinárodním filmovém festivalu Karlovy Vary 2010 byla oceněna za hlavní roli ve filmu Sladké zlo. V letech 2009 a 2011 byla v pětici nominantek na cenu César pro nejslibnější herečku, obdržela Ceny Romy Schneiderové a Cenu Suzanne Bianchettiové (obě v roce 2011). V roce 2017 byla v porotě Festivalu amerického filmu v Deauville.
Má dvě sestry a bratra. V roce 2016 porodila dceru, jejímž otcem je herec Jérémie Elkaïm.